# Звонимир Червенко
Звонимир Червенко (хорв. Zvonimir Červenko, 13 листопада 1926 — 17 лютого 2001) — хорватський генерал, начальник Генерального штабу Збройних сил Хорватії в 1995—1996 роках.
Червенка вважають етнічним українцем. Існує припущення про походження Червенка з території Чехословаччини (сам генерал не пам'ятає свого етнічного походження, вважав, що «прапрадід походить із Чехії, а оригінальне прізвище виглядало як Червенка»). Однак, це не відповідає дійсності, бо закінчення прізвища у хорвата не чеське, і це не може бути зумовлено впливом хорватської мови.

## Життєпис

### Передвоєнне життя
Червенко народився в місті Прієполе, в югославській області Санджак, що нині в складі Республіки Сербія. Почав свою військову кар'єру у Військово-технічній академії в Загребі, де через 19 років став викладачем.
Під час хорватської весни на початку 1970-х рр., бувши підполковником, долучився до справи захисту хорватських інтересів. Після того, як югославський уряд Тіто вдався до жорстоких контрзаходів, його було засуджено на 18 місяців тюремного ув'язнення з позбавленням звання і права на пенсію. До 1990 року Звонимир працював інкасатором на РТБ Загреб.

### Війна Хорватії за незалежність
На початку хорватської війни за незалежність президент Хорватії  Туджман запропонував йому посаду міністра оборони, але Червенко відмовився, заявивши: «Я воїн, а не політик». Він організував оборону Загреба, блокаду ворожих казарм та започаткував процес формування 14-х бригад в Загребі.
У січні 1992 року Червенко став командиром хорватського ополчення, ставши таким чином заступником начальника Генерального штабу Збройних сил Хорватії.
Вершини своєї військової кар'єри Червенко досяг саме напередодні операції «Буря», коли змінив на посаді начальника Генерального штабу Збройних сил Хорватії Янка Бобетка. Червенко прослужив на посаді начальника Генерального штабу від 15 липня 1995 року по 16 листопада 1996 року. Протягом цих його командних повноважень хорватська армія здійснила найуспішнішу операцію війни — операцію «Буря». Президент Туджман відправив його у відставку в листопаді 1996 року.
Згодом його було обрано депутатом Палати жупаній хорватського парламенту за виборчим списком Хорватської демократичної співдружності, а з 2000 року він став членом Комісії з помилувань.
Помер Червенко 17 лютого 2001 р. в Загребі. З найвищими почестями його було поховано на Алеї хорватських героїв кладовища Мірогой.

## Відзнаки
- Великий орден короля Петара Крешимира IV,
- Орден князя Домагоя,[6]
- Орден бана Єлачича,
- Орден Хорватського Трилисника,
- Орден Хорватської Тасьми,
- Медаль на спомин про Вітчизняну війну,
- Медаль за участь в операції «Блискавка»,
- Медаль за участь в операції «Літо '95»,
- Медаль за участь в операції «Буря».